# Baglamas
De Griekse baglamas is een kleine dubbelkorige langhalsluit (54 cm) die veelal gebruikt wordt als begeleiding van een bouzouki, meestal in combinatie met gitaar en contrabas. Het klankkastje is zo klein (ca. 15 cm) dat het in de hand past. De mensuur is ongeveer die van een mandoline. De naam - evenals het instrument zelf - is afgeleid van de bağlama saz een lid van de saz familie. De stemming is D-a-d.
Evenals de bouzouki wordt de baglamas gebruikt in de rebetika muziek. Het werd ontworpen als een makkelijk te verbergen miniatuurbouzouki.